# Gare d'Illiers-Combray
La gare d'Illiers-Combray est une gare ferroviaire française de la ligne de Chartres à Bordeaux-Saint-Jean, située sur le territoire de la commune d'Illiers-Combray, dans le département d'Eure-et-Loir, en région Centre-Val de Loire.
C'est aujourd'hui une gare de la Société nationale des chemins de fer français (SNCF) desservie par des trains du réseau TER Centre-Val de Loire qui effectuent des missions entre Chartres et Brou ou Courtalain - Saint-Pellerin.

## Situation ferroviaire
Établie à 162 m d'altitude, la gare d'Illiers-Combray est située au point kilométrique (PK) 112,147 de la ligne de Chartres à Bordeaux-Saint-Jean, entre les gares ouvertes de Bailleau-le-Pin et Brou.

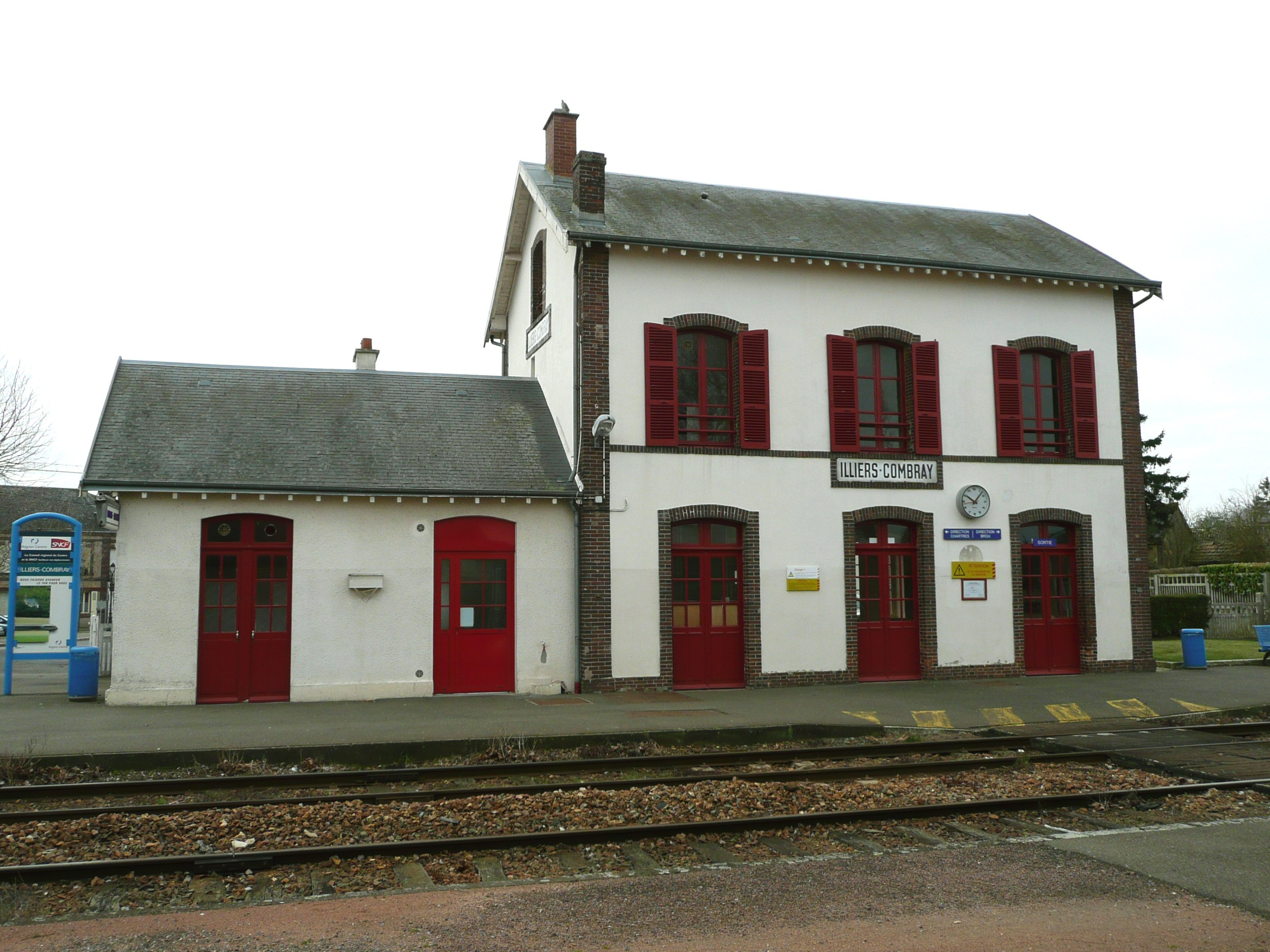
L'intérieur de la gare, avec les voies, les quais et le bâtiment voyageurs.

## Histoire
La gare d'Illiers-Combray est mise en service par la Compagnie du chemin de fer d'Orléans à Rouen lors de l'ouverture de sa ligne de Chartres à Brou le 7 mai 1876.

## Fréquentation
De 2015 à 2023, selon les estimations de la SNCF, la fréquentation annuelle de la gare s'élève aux nombres indiqués dans le tableau ci-dessous.
| Année                     | 2015    | 2016    | 2017    | 2018    | 2019    | 2020    | 2021    | 2022    | 2023    |
| ------------------------- | ------- | ------- | ------- | ------- | ------- | ------- | ------- | ------- | ------- |
| Voyageurs                 | 146 785 | 143 108 | 148 320 | 153 755 | 166 364 | 152 054 | 215 178 | 301 838 | 228 807 |
| Voyageurs + non voyageurs | 183 481 | 178 885 | 185 400 | 192 194 | 207 955 | 190 068 | 268 972 | 377 298 | 286 009 |

## Service des voyageurs

### Accueil
Gare SNCF, elle dispose d'un bâtiment voyageurs, avec guichet, ouvert du lundi au vendredi et fermé les samedis dimanches et fêtes. Elle est équipée d'automates pour l'achat des titres de transport.

### Desserte
Illiers-Combray est desservie par des trains TER Centre-Val de Loire qui effectuent des missions entre Chartres et Brou ou Courtallain - Saint-Pellerin.

### Intermodalité
Un parc pour les vélos et un parking pour les véhicules sont aménagés.

## Service des marchandises
Cette gare est ouverte au trafic du fret.